# Andreas Ploier
Andreas Ploier (30 aprile 1997) è uno sciatore alpino austriaco.

## Biografia
Originario di Straß im Attergau e attivo dal novembre del 2013, in Coppa Europa Ploier ha esordito il 10 dicembre 2015 a Sölden in supergigante (57º), ha ottenuto il primo podio il 6 dicembre 2022 a Santa Caterina Valfurva nella medesima specialità (2º) e la prima vittoria il giorno successivo nelle stesse località e specialità; ha debuttato in Coppa del Mondo il 29 dicembre 2022 a Bormio in supergigante (17º). Non ha preso parte a rassegne olimpiche o iridate.

## Palmarès

### Coppa del Mondo
- Miglior piazzamento in classifica generale: 105º nel 2023 e nel 2025

### Coppa Europa
- Miglior piazzamento in classifica generale: 10º nel 2025
- 5 podi:
  - 2 vittorie
  - 2 secondi posti
  - 1 terzo posto

#### Coppa Europa - vittorie
| Data             | Località                | Paese                | Specialità |
| ---------------- | ----------------------- | -------------------- | ---------- |
| 7 dicembre 2022  | Santa Caterina Valfurva | Italia               | SG         |
| 21 febbraio 2025 | Bjelašnica              | Bosnia ed Erzegovina | SG         |

Legenda:

SG = supergigante

### South American Cup
- Miglior piazzamento in classifica generale: 24º nel 2023
- 2 podi:
  - 1 secondo posto
  - 1 terzo posto

### Campionati austriaci
- 1 medaglia:
  - 1 argento (discesa libera nel 2025)